# Выродок (фильм, 1982)
«Выродок» (англ. Humongous) — канадский слэшер 1982 года режиссёра Пола Линча с Джанет Джулиан, Джоном Уайлдменом и Дэвидом Уоллесом в главных ролях. В центре сюжета — группа молодых людей, которые оказываются на необитаемом острове, где их преследует маньяк.

## В ролях
- Джанет Джулиан[англ.] — Сэнди Ральстон
- Дэвид Уоллес[англ.] — Эрик Симмонс
- Джон Уайлдмен[англ.] — Ник Симмонс
- Дженит Болдуин — Карла Симмонс
- Джой Бушел[англ.] — Донна Блейк
- Лейн Коулман[англ.] — Берт Дефо
- Шей Гарнер — Айда Парсонс
- Пейдж Флетчер — Том Райс
- Джон Макфэдьен — Эд Парсонс
- Гэрри Роббинс[англ.] — сын Айды

## Релиз
Фильм был впервые выпущен в США в версии, получившей рейтинг R от Американской киноассоциации, и только позже вышел в прокат в Канаде, где была представлена версия фильма без рейтинга.

## Отзывы критиков
«Выродок» получил в основном негативные отзывы. На сайте-агрегаторе рецензий Rotten Tomatoes он имеет рейтинг 13 % на основе 8 отзывов критиков.
В ретроспективном обзоре писатель и кинокритик Леонард Малтин поставил фильму полторы звезды из четырёх возможных, назвав его «тягучим» и раскритиковав за чрезмерное использование клише, недостаточную видимость и отсутствие чётких кадров с монстром. В рецензии AllMovie Каветт Бинон назвал фильм «утомительным хоррором» и прокомментировал: «какой бы интерес ни вызвал этот смертельно скучный фильм, он полностью потеряется в одной из самых мрачных цветокоррекций за всю историю; тот факт, что почти каждая сцена погружена в полную темноту, может оказаться скрытым благом». Тим Брайтон из Antagony & Ecstasy назвал фильм «мусором», но похвалил уникального злодея и заявил, что актёрская игра лучше, чем в большинстве фильмов-слэшеров. Джастин Керсвелл из Hysteria Lives! поставил фильму 2,5 балла из 5, написав: «„Humongous“ отчаянно пытается стать настоящей американской готикой, но на самом деле он слишком слащавый, чтобы быть по-настоящему жутким или даже вызывать сильные эмоции».
К 35-й годовщине фильма Дэйв Дж. Уилсон из Dread Central в ретроспективном обзоре фильма отметил его сходство с фильмом Джо Д’Амато 1980 года «Антропофаг» в пользу «Выродка». Уилсон заявил, что, хотя фильм и не является классикой, он не заслуживает забвения и низких оценок зрителей. Уилсон отметил, что персонажи Ник и Донна отвратительны и не вызывают симпатии, но в целом его оценка такова: «Атмосферный, жестокий, пошлый, напряжённый фильм с чудовищным злодеем и энергичным финалом — это небольшой, но увлекательный слэшер».
Тодд Мартин с сайта HorrorNews.net назвал фильм «отличным маленьким фильмом, который слишком долго оставался незамеченным». В своём обзоре Мартин похвалил сюжет, сцены смерти, саундтрек и саспенс, но раскритиковал плохое освещение в некоторых сценах. Курт Дальке из DVD Talk написал в своей рецензии на фильм: «Несмотря на то, что фильм является производным от других слэшеров, страдает от раздражающих нелепостей, присущих всем фильмам ужасов, наполнен препирающимися придурками и довольно медленно начинается, „Выродок“ в конце концов достигает странного, неистового апогея». Том Беккер из DVD Verdict прокомментировал: «Возможно, это не тот шок, на который вы рассчитываете, но „Выродок“ — довольно забавный фильм ужасов из тех времён, когда люди воспринимали подобные вещи всерьёз». Джек Соммерсби с сайта eFilmCritic.com поставил фильму 3 балла из 4, отметив: «Он идеально подходит для тех, кто хочет просто и без особых требований хорошо провести время, а также для тех, кто жаждет увидеть сногсшибательную Джанет Джулиан в откровенном бикини».